# Шаафгаузен, Герман
Герман Шаафгаузен (нем. Hermann Schaaffhausen; 1816—1893) — немецкий антрополог.

## Биография
Шаафгаузен изучал медицину в Берлине и Бонне. Предметами его изучения были физиология и антропология.
В 1857 Шаафгаузен вместе с анатомом Францем Йозефом Майером изучал кости впервые обнаруженного неандертальца и сообщил об этом впервые 4 февраля 1857 года в Бонне на собрании нижнерейнского общества естествознания и медицины. Там он показал гипсовый слепок черепной коробки, который был найден Иоганом Фульротом (1804—1877) в долине Неандерталь недалеко от Меттмана. Рудольф Вирхов оспаривал тот факт, что находка представляла собой ископаемого человека, полагая, что особая форма кости вызвана рахитом. Благодаря Шаафгаузену скелет не был продан в Англию, а является сегодня собственностью Рейнского земельного музея.
В 1877 году первым из европейских антропологов предпринял попытку восстановить внешний облик человека раннеметаллической эпохи по найденному черепу.
В 1889 году Шаафгаузен был избран почётным членом Берлинского общества антропологии, этнологии и истории первобытного общества.

## Труды
- Über Beständigkeit und Umwandlung der Arten, Bonn 1853
- Zur Kenntnis der ältesten Rasseschädel («Neanderthalschädel»), 1858
- Über die Urform des menschlichen Schädels, Bonn 1869
- Die anthropologischen Fragen der Gegenwart, 1868
- Über die Methode der vorgeschichtlichen Forschung, 1871
- Der Schädel Raphaels, 1883
- Anthropologische Studien, 1885
- Der Neanderthaler Fund, 1888